# Stöberlhof (Püchersreuth)
Stöberlhof ist ein Ortsteil von Püchersreuth im Landkreis Neustadt an der Waldnaab des bayerischen Regierungsbezirks Oberpfalz.

## Geographische Lage
Stöberlhof liegt 450 östlich der Bundesstraße 15 und 120 m westlich der Schlattein.
Es liegt 2,5 km nordwestlich von Püchersreuth und 3,3 km nordöstlich von Neustadt an der Waldnaab.

## Geschichte
Im Matrikel des Bistums Regensburg von 1838 wurde Stöberlhof (auch Steberlhof) als zur Pfarrei Wurz gehörig aufgeführt.
In den Einwohnerstatistiken der folgenden Jahre bis 1973 erschien es dann als Ortsteil der Gemeinde Eppenreuth.
1978 wurde die Gemeinde Eppenreuth mit ihren Ortsteilen in die Gemeinde Püchersreuth eingegliedert.

## Einwohnerentwicklung in Stöberlhof ab 1838
| Jahr | Einwohner | Gebäude |
| ---- | --------- | ------- |
| 1838 | 8         | 2       |
| 1871 | 13        | 9       |
| 1885 | 15        | 1       |
| 1900 | 12        | 1       |
| 1913 | 11        | 1       |
| 1925 | 12        | 1       |

| Jahr | Einwohner | Gebäude |
| ---- | --------- | ------- |
| 1950 | 8         | 1       |
| 1961 | 6         | 1       |
| 1970 | 6         | k. A.   |
| 1987 | 5         | 1       |
| 2011 | 5         | k. A.   |